# Sesmu
Sesmu (també Schesmu i Shezmu) és una deïtat egípcia antiga amb un caràcter contradictori. Va ser venerada des del primer període del Vell Regne.

## Descripció
Sesmu poques vegades es representava, però quan era ell apareixia com un home amb un cap de lleó que sostenia un ganivet de carnisser. En èpoques posteriors va aparèixer com un lleó. Si només s’esmentés el seu nom, sovint apareixia amb el determinant d’una premsa d’oli i, de vegades, només es representava l’oli.

## Adoració
Sesmu era un déu amb una personalitat contradictòria. Per una banda, era senyor del perfum, fabricant de tots els olis preciosos, senyor de la premsa d’oli, senyor dels ungüents i senyor del vi. Era una deïtat de celebració, com la deessa Meret. Els textos del Vell Regne esmenten una festa especial celebrada per Sesmu: els homes joves premien el raïm amb els peus i després ballaven i cantaven per Sesmu.
D’altra banda, Sesmu era molt reivindicatiu i sanguinari. També va ser senyor de la sang, gran assassí dels déus i qui desmembra els cossos. A Old Kingdom Pyramid Texts, diverses oracions demanen a Sesmu que desmembri i cuini certes deïtats en un intent de donar menjar a un rei mort. El rei difunt necessitava els poders divins per sobreviure al perillós viatge cap a les estrelles.

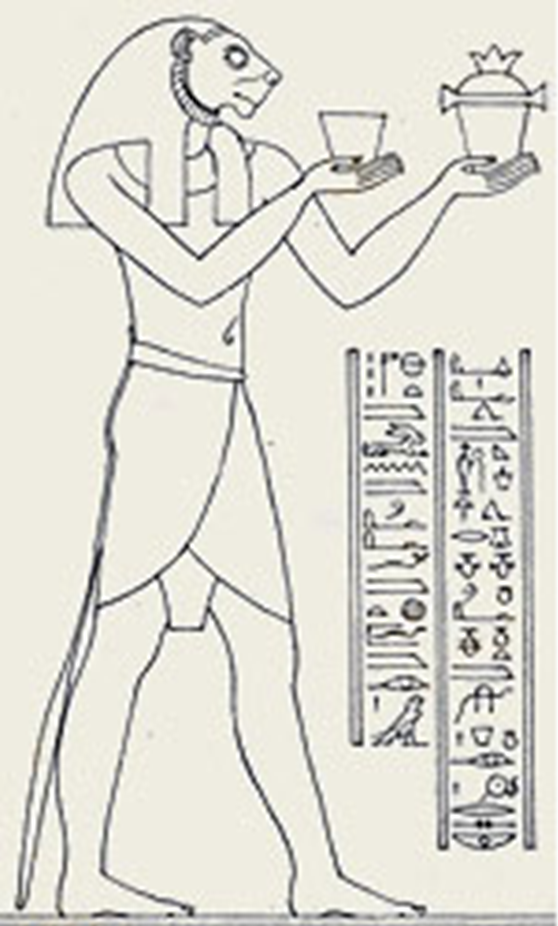
Sesmu presenta ofrenes

No obstant això, la interpretació continua oberta si es vol prendre la paraula "sang" literalment, ja que els antics egipcis van oferir simbòlicament el vi negre com a "sang dels déus" a diverses deïtats. Aquesta associació es va basar simplement en el color vermell fosc del vi, circumstància que va conduir a connexions de Sesmu amb altres deïtats que podrien aparèixer amb colors vermells. Alguns exemples inclouen divinitats com Ra, Horus i Kherty. El caràcter violent de Sesmu el va convertir en un protector entre els companys de la barca nocturna de Ra. Sesmu va protegir Ra amenaçant els dimonis i barallant-se amb ells. Als textos de les piràmides, fa coses similars.
Sembla que a partir de l'Regne Nou, atributs negatius de Sesmu, va quedar eclipsat gradualment pels positius, encara que en papirs de la Dinastia XXI d'Egipte hi havia ple de caps humans en lloc de raïm (una representació que era comú abans, en Textos del taüt del regne). Després, al sarcòfag de la 26a Dinastia de la Divina adoratriu d'Amon Ankhnesneferibre, Sesmu és registrat com un bon fabricant d'oli per al déu Ra. I fins i tot més tard, durant el període grecoromà, la fabricació dels millors olis i perfums per als déus es va convertir en el paper principal de Sesmu.

## Culte
El principal centre de culte de Sesmu es trobava al Fayum. Més tard, hi va haver altres santuaris erigits a Edfu i Denderah.